# Francisco Pezo Torres
Francisco Antonio Pezo Torres (Dos de Mayo, 14 de junio de 1957) es un político peruano. Fue gobernador regional de Ucayali desde enero del 2019 hasta diciembre del 2021, donde fue suspendido debido a su acusación de liderar una presunta organización criminal. 

## Biografía
Nació en el distrito de Sarayacu, ubicado en la provincia de Ucayali del departamento de Loreto, el 14 de junio de 1957. Es hijo de César Pezo Viena y de Esmeralda Torres Dávila.
Cursó sus estudios primaros en su localidad natal y los secundarios, que dejó incompletos, en la ciudad de Pucallpa. No siguió estudios superiores.

## Carrera política
Su primera participación política se dio en las elecciones regionales del 2006 cuando postuló por el Partido Aprista Peruano al Consejo regional de Ucayali sin éxito. Luego, en las elecciones municipales del mismo año, intentó la alcaldía del distrito de Manantay también por el APRA.
En las elecciones regionales del 2010 fue candidato por el movimiento "Todos Somos Ucayali" a la presidencia del Gobierno Regional de Ucayali quedando en segundo lugar detrás del reelecto gobernador Jorge Velásquez Portocarrero en un proceso electoral que tuvo acusaciones de fraude y en el que se denunció que él había mentido en su hoja de vida. Repitió su candidatura en las elecciones regionales del 2014 quedando nuevamente en segundo lugar.
Postuló por primera vez al Congreso de la República en las elecciones parlamentarias del 2016 por la Alianza para el Progreso del Perú sin éxito.

### Gobernador Regional de Ucayali
Volvió a postular al Gobierno Regional de Ucayali y finalmente fue elegido como gobernador regional de Ucayali en las elecciones regionales del 2018 por el partido Alianza para el Progreso. Juramentó al cargo para el periodo 2019-2022.
Durante su gestión, realizó la pavimentación de barrio El Dorado.

## Controversias

### Fuga y Captura
En 2021, el Ministerio Público ordenó la detención contra Francisco Pezo por presuntamente ser líder de una organización criminal a cargo de cobrar diezmos. Sin embargo, Pezo terminó por fugarse a través de una puerta secreta en su domicilio y estuvo prófugo de la justicia peruana. Finalmente, Francisco Pezo fue capturado en diciembre del 2021 y condenado a 36 meses de prisión preventiva en abril del 2022.